# Sala Gonin

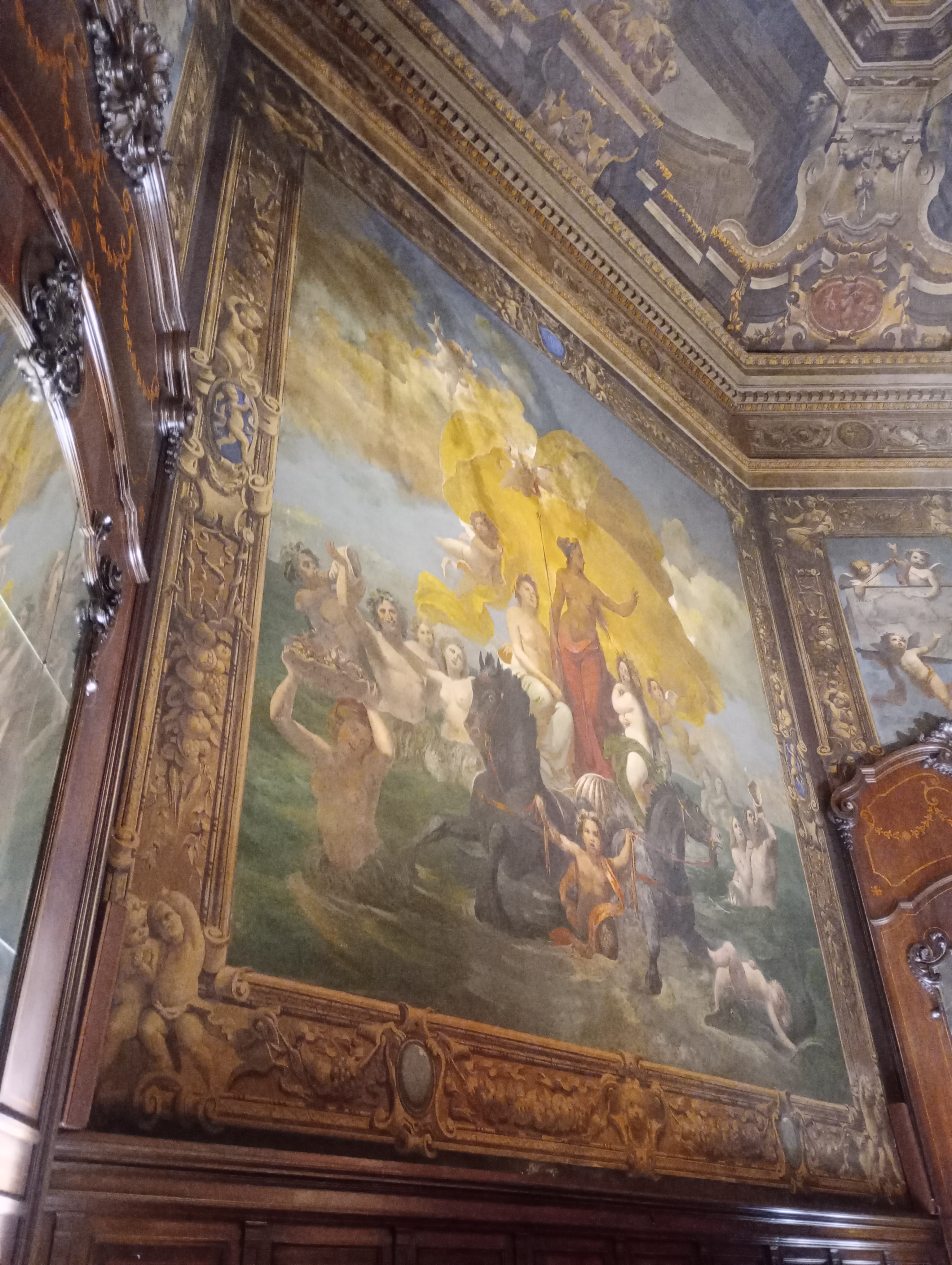
Affreschi nella Sala Gonin

La Sala Gonin è una stanza in stile architettonico Barocco che si trova al piano terra della stazione di Torino Porta Nuova, un tempo utilizzata come sala d'attesa dei sovrani e della corte sabauda, decorata da Francesco Gonin.

## Descrizione
Posta all'interno della stazione ferroviaria Porta Nuova progettata dall'architetto Carlo Ceppi, questa sala venne concepita nel 1864 dall’ingegner Alessandro Mazzucchetti come sala d'attesa destinata alla famiglia Savoia e alla sua corte. 
Caratterizzata da una pianta ottagonale, la sala conta circa settantacinque metri quadrati di ampiezza e deve il suo nome all'autore dei principali affreschi, ovvero Francesco Gonin.
Il ciclo dei tre grandi affreschi a opera del Gonin raffigura le allegorie degli elementi naturali, ovvero: acqua, terra e fuoco, tutte personificate in figure femminili. 
Il soffitto a volta è decorato a trompe l'oeil e il lampadario è un pregevole esemplare realizzato da mastri vetrai di Murano. 
I tre affreschi che ricoprono gran parte delle pareti principali sono affiancati da altri realizzati da artisti minori sulle pareti oblique, che raffigurano putti recanti mappe dei quattro continenti. Gli stucchi sono opera di Pietro Isella e i fregi intagliati con composizioni di festoni e frutta sono realizzati dall’artista Pasquale Orsi, il medesimo che progettò gli arredi. 

### Affreschi
La tecnica degli affreschi con cui è stata decorata la sala è quella del trompe l’oeil, che fa intravedere porzioni di cielo tra le balaustre, colonne e vari elementi architettonici. 
Francesco Gonin realizzò i tre grandi dipinti che adornano la parete centrale e le due laterali, raffigurando in forma allegorica gli elementi della Natura sotto forma di personaggi mitologici. 
- Trionfo di Cerere, è l'allegoria della terra;
- Venere e Proserpina, è l'allegoria dell'Acqua e del Fuoco.

### Arredi
L'arredo originale dell'epoca è in stile barocco e  consiste in un corredo di sedie in legno con un divano a quattro posti in stile barocco, abbinati a una boiserie in mogano che riveste la porzione bassa delle pareti perimetrali e a un pavimento in legno chiaro con formelle quadrangolari. 
L'assenza di finestre è abilmente dissimulata da cornici lignee con specchi posti sui lati obliqui che conferiscono luminosità all'ambiente, mentre un più recente tavolo in marmo nero è posto davanti a un passaggio mimetizzato nella parete di fondo, che consentiva l'accesso alla sala dall'esterno da parte dei sovrani.
La sala non è aperta al pubblico e la sua conservazione è a cura della Fondazione Ferrovie dello Stato ma può essere visitata su richiesta e in determinati periodi dell'anno.